# 哈得斯
哈得斯，又译为哈迪斯、哈得斯、哈帝斯、哈迪斯、哈德斯、哀地斯、海地士等，是希臘神話中统治冥界的神，也就是冥王，相对应于罗马神话的普路托（拉丁語：Plūtō）。他是克羅諾斯和瑞亚的儿子，宙斯的哥哥。他的婚配者是姊姊得墨忒耳的女兒珀耳塞福涅。希臘神話的死亡觀不存在帶善惡判斷的天堂與地獄，認為冥界是所有死者唯一的去處，因此哈得斯的神話形象雖冷酷，但並無大多宗教神話中地獄之主的惡神色彩，而且是典型的奧林帕斯英挺男子。由於冥府位於地底，哈得斯也被視為地下礦產的支配者。
希腊古籍《書庫》的第一書第五章以前都以普魯托（Πλούτων）稱呼冥王，以後便都稱為艾多斯（Ἄιδος）或哈得斯（Ἅιδης）。冥王星的拉丁名起源于祂。

## 神話

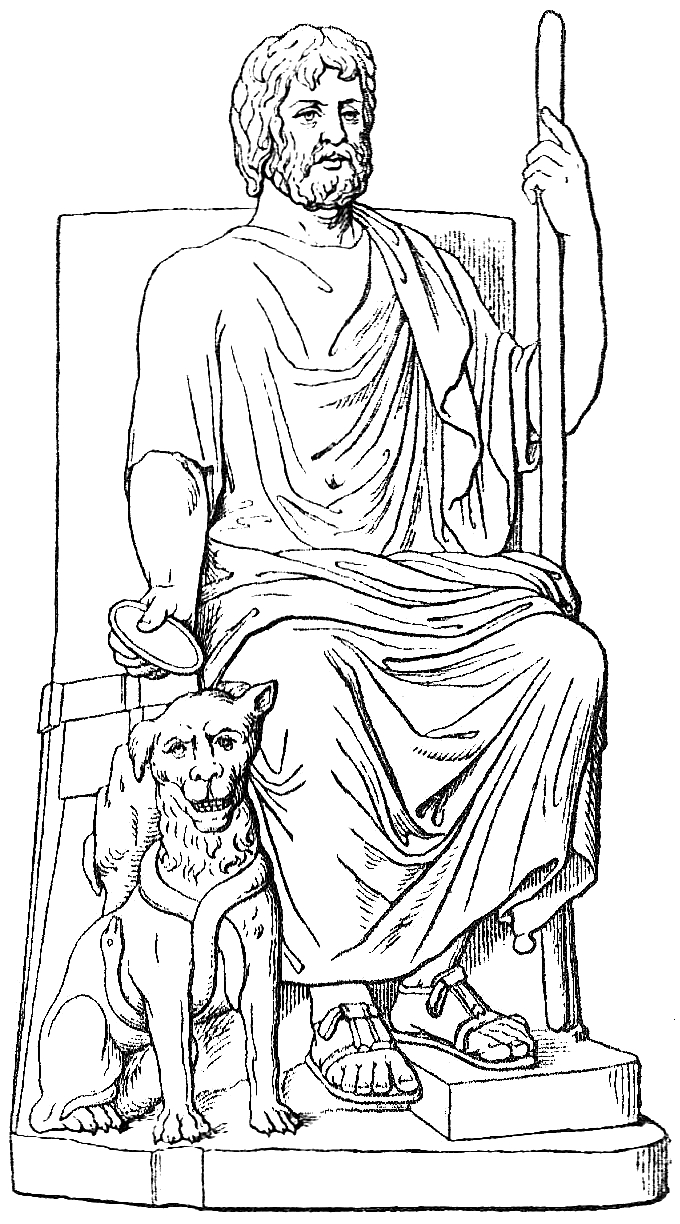
冥王黑帝斯

由於克罗诺斯害怕其子將會推翻他，便把妻子瑞亞的孩子們都吞下肚子，哈得斯排名第四，也是長子。
当宙斯给父亲克罗诺斯下药，使其吐出所有生吞的孩子，哈得斯比波塞頓晚出來，因此变成了波塞頓的弟弟。
在討伐克羅諾斯時，独眼巨人送給宙斯雷霆，給波塞頓三叉戟，给哈得斯隐形头盔，助其擊敗了泰坦。
兄弟三人抽籤分配統治區域時，哈得斯抽中管理冥界的籤，成為統治冥界的神。他通常是坐在四匹黑马拉的战车里，手持双叉戟，无论前面有任何障碍他都将铲除。如果他走入阳界那必然是带领牺牲者的灵魂去冥府，或是检查是否有阳光从地缝射进黄泉。
哈得斯把冥界的事务处理的井井有条，纪律严明；他喜欢黑暗，為人公正无私（與頑劣乖張的奧林帕斯眾神形成對比），是一个令人敬畏的神。在希臘人眼裡，他是少數大家真心敬愛的神，因為至少他很公平。
哈得斯是冥界的神祇“冥王”，既不是“死神”，也不是冥界的“判官”；他的個性比较低调，对权力的兴趣不是很大，除了曾到地面上抢春之女神珀耳塞福涅（Περσεφόνη）做妻子外，大部分的时间都很安分的待在冥界。
在荷马史诗中，他亲自守护冥府，大力士赫拉克勒斯想进入冥府，他站在入口处阻拦，被赫拉克勒斯所伤，不得不到奧林帕斯去医治。在罗马，他与古代意大利的死神奥尔库斯和冥府之神狄斯混同。在艺术作品中，他的形象是一个坐在宝座上的强壮的成年男子，手握两股叉或权杖，脚边卧着三头狗刻耳柏洛斯，身旁有时站着珀耳塞福涅。
哈得斯也是希腊神话中冥府的名称，有时亦指塔爾塔洛斯（罗马神话中则是奥尔库斯）。最古的神话说，它位于西方，在瀛海奥克阿诺斯的彼岸，是鬼魂居住的地方，塔尔塔罗斯则用来囚禁被推翻的提坦，有百臂巨人守衛。赫卡忒、埃里尼斯等妖怪也在这里居住。根据最流行的神话，赫尔墨斯通过拉科尼亚等地的入口，把鬼魂送到冥河斯提克斯岸边，卡戎用船将他们渡过冥河，三头狗克尔柏罗斯守在入口，对进去的鬼魂毫不阻挡，但不允许任何人出来。
传说只有俄尔甫斯、赫拉克勒斯、奥德修斯、埃涅阿斯等极少数英雄曾进入冥府又活着回到人世。弥诺斯、埃阿科斯和拉达曼迪斯是冥府的三个判官，死者的灵魂都要接受他们的审判。阿尔戈斯王达那奥斯的女儿们因杀夫被判在冥府不停地往无底的瓮裏注水，西緒福斯、坦塔洛斯也因罪被判在那里受难。那里有一条忘河，忘河能使鬼魂忘掉阳世和阳世的生活。
爱好黑色，喜歡的祭品是全身裹着黑纱的黑母羊或黑公牛，白杨树是他的圣树。
他曾在西西里島把珀耳塞福涅強行擄回冥界，後來宙斯要哈得斯交出珀耳塞福涅，又令珀耳塞福涅先吃下冥界的食物－石榴果實，讓她在一年當中有數月的時間必须待在哈得斯身邊，所以才會有四季的產生。
在巨靈族大戰時，把隱形頭盔借給赫耳墨斯（Ἑρμῆς）擊倒希波呂托斯（Ἱππόλυτος）。
斐萊城（Φεραί）的國王亞德美托斯（Ἄδμητος）本該死亡，但其妻亞爾克斯提斯（Ἄλκηστις）自願代夫受死，於是靈魂被死神帶至冥界，幸有赫拉克勒斯（Ἡρακλῆς）自告奮勇下冥界挑戰哈得斯，與桑納托斯比賽摔角，哈得斯落敗而歸還亞爾克斯提斯的靈魂。

### 管辖地
在哈得斯巨大的宫殿中有三位判官（Judge），他们是米诺斯、拉达曼迪斯、艾亞哥斯，他们各自专门负责审理灵魂的思想、言论、行为。还有正义女神希弥斯，她手持利剑，为每个灵魂秤善恶，如果灵魂的善多于恶就進入樂園，反之则下地狱。
地狱和阳间有一道门连着，这就是“地狱门”。这座门设在泰纳斯海角附近，由一只名叫刻耳柏洛斯的三头地狱犬看守，任何人一旦进入地狱门就绝对不能重返阳间。
从地狱门到地狱底层有一条很长的路，路上经常有虚幻的幽灵来往，地狱中还有许多河流，其中一条叫科库特斯河，是由地狱中服苦役的坏人的眼泪形成的，所以上面经常发出恐怖的哀号，因为这条河名字本身的意思就是“远方的哭声”。另一条叫阿格龍河的是去接受审判的人必须经过的，这条河的水是黑色的，水流湍急，谁也无法游过去，一名叫卡戎的船夫在此摆渡，只有乘坐他的船才能过河，但他会要一块钱的船费，否则拒载，如果那些等待审判的人没钱，那就必须等上一年，那时卡戎会免费接渡，因此希腊人通常會在死者嘴里放一块钱。

### 冥府簡介
人們死後，由引導之神赫爾墨斯將他們靈魂便從穿過黑暗厄瑞玻斯，到達冥府。在這裡，洶湧奔流著一條黑色的大河，阿刻戎河——即痛苦之河。大河阻住前進的道路，只有一個滿面鬍鬚的船夫卡戎可以將亡靈們擺渡到對岸。但是，亡靈必須交納一定的過河費方可上船，否則將在痛苦之河的沿岸流浪，找不到歸宿。
過河之後是一片廣闊的灰色平原，這裡叫做真理田園，此處連接著兩條路，分別通往幸福之所至福樂土和痛苦之所地獄。亡靈們在真理田園前的審判台前接受冥界三大判官的審判。有罪之人根據他們的罪行在地獄接受輕重不一的懲罰，而那些無罪的人們將可以在美麗祥和的至福樂土過著衣食無憂、吟風弄月的幸福生活。
在至福樂土和地獄之間，建造著一座雄偉龐大的宮殿，這就是冥王黑帝斯和冥后珀耳塞福涅的住所。
黑暗無邊的冥界由哈得斯（Hades）統治，他的名字起源於否定前綴“a”和動詞“看”，從而引發出一種神秘的意味：他是看不見的；他又稱為普魯托（Pluto），源於“富有”這個詞。
神話中，哈得斯是一個喜愛黑暗、常發出陰險笑聲的恐怖無情之神。死神桑納托斯是夜神之子，喜歡披著黑斗蓬，手持致命的劍，夜晚行走在人群的居地。睡神許普諾斯被描繪成一個帶翼的神靈，當他用敲打神奇的魔杖或扇動黑翅膀時，人們便會入睡，他的威力大過諸神，連宙斯也逃不過他的魔力。
在荷馬的記載中，在冥界的珀耳塞福涅（冥王之妻）花園門後有黑色的白楊樹和不結果的椰樹。到達地獄王國之前，必須穿過這片恐怖的樹林。死神宮殿入口處有一隻狗，叫做刻耳柏洛斯，有三顆頭，青銅般的嗓子。陰間流淌的阿格龍河是苦難之河，從其意為“折磨”的詞衍化而來。要想渡過冥河，必須向擺渡者卡隆獻上自己的銀幣，否則他會毫不客氣的將闖入者趕走。於是幽靈只能徘徊在荒涼的死亡彼岸，在那里永遠也找不到避難所。因此，希臘人要往死者嘴裡塞進一枚銀幣。
冥界法庭的判官是艾亞哥斯、米諾斯和拉达曼迪斯。後兩位是宙斯和歐羅巴的兒子。米諾斯是克里特島的國王，在位時公正嚴明。荷馬史詩《奧德賽》描述了他手裡拿著黃金王杖，給鬼魂們宣判的情景。拉达曼迪斯曾統治過基克拉泽斯群岛。艾亞哥斯是宙斯和愛癸娜的兒子，生前以酷愛正義而著稱，諸神曾推舉他為仲裁人。當死者的靈魂受審之後，他們便被打入塔耳塔洛斯的監獄或被引入天堂和極樂島。

## 史詩中哈迪斯的力量與能力
( Claudian De Raptu Proserpinae )
但命运之神出于对世人的敬畏，将自己的白发庄严地放在地狱之主的脚下和宝座上，并用手触摸他的膝盖，流下恳求的眼泪。她们是最强大的女神，因为她们的拇指捻动着命运之线，将命运之年和每个人生命的岁月交织在一起。首先，头发蓬乱的拉克西斯向残酷的国王呼喊：“伟大的夜王，阴影的统治者，在你的命令下，我们的丝线被旋转，你命令万物的结束和开始，你命令替代并毁灭；你是生与死的仲裁者 - 世界上的一切都是为你创造的，并因你而拥有生命，在固定的几年周期后，你将他们的灵魂以凡人的身体再次发送给凡人 - 不要试图破坏和平条约我们达成并推翻了你和你的两个兄弟在内战中达成的协议 为什么要屈服于不公平的战争标准？问问你哥哥愿不愿意给你娶个老婆。
然而，當少女們在田野裡漫步時，突然傳來一聲轟鳴，塔樓倒塌，城鎮的地基搖搖欲墜，倒塌。沒人知道騷亂從何而來；帕福斯的女神（阿弗洛狄忒飾）獨自認出了令她的同伴們驚訝的聲音，她的心中充滿了恐懼與喜悅。現在，靈魂之王正在穿過陰暗的地下迷宮，碾碎恩克拉多斯（巨人），在他巨大的戰馬的重壓下呻吟著。他的戰車車輪切斷了怪物的四肢，巨人掙扎著，將西西里島和冥王星一起扛在他沉重的脖子上，無力地移動車輪並將其與疲倦的蛇纏住；冒煙的戰車仍在他熾熱的背上經過。當工兵試圖向毫無戒心的敵人發起進攻時，他們會沿著隧道地基下的一條布有雷區的小路，在沒有任何標記的情況下越過敵人出沒的整個城市，以勝利的一方突入被智勝者的城堡。他兄弟的天空下。沒有一扇門為他敞開；岩石從四面八方堵住了他的出口，將這位神囚禁在無路可逃的監獄裡。他不肯耽擱，而是用他那根像梁一樣的手杖憤怒地擊打著岩石。西西里島的洞穴轟鳴作響，利帕雷的島嶼一片混亂，伏爾甘驚訝地離開了他的熔爐，獨眼巨人則因恐懼而投下了雷霆。冰凍阿爾卑斯山上壓抑的居民聽到了喧囂，台伯神父，隨後遊過你的波浪的人，你的眉毛還沒有戴上意大利凱旋的王冠；那個將樹皮沿著帕杜斯河劃下的人聽到了。
天空突然充满了恐惧，特里纳克里亚在冥王星的撞击下，岩石的束缚松开了，裂开了巨大的裂缝。星星偏离了平常的轨道；熊在禁海里给他洗澡；恐惧迫使懒惰的牧羊人回到了自己的地方。 猎户座颤抖着。当他听到附近赛马的声音时，阿特拉斯脸色苍白。他们的烟雾遮蔽了明亮的天空，太阳的球体让他们感到恐惧，因为他们已经陷入黑暗太久了。他们就在那里，靠在路边，惊叹于明亮的空气，努力转动战车，赶走可怕的混乱。但很快，当他们感受到背上的鞭子，学会承受太阳的光芒时，他们骑得比冬天的洪流更快，比快矛更快，比安息标枪更快，狂风或迅捷的愤怒；焦虑的思想。它的碎片沾满了鲜血，它致命的气息感染着空气，被污染的尘埃被它的泡沫毒害。
當冥王星第一次學會感受愛的渴望時，她的話語和那些變成眼淚的人控制了那顆粗魯的心。他用深色斗篷擦去淚水，用這些安慰的話平息了她的悲傷：「普羅瑟芬，別再用憂鬱的憂慮和無緣無故的恐懼來煩擾你的心了。你將擁有更驕傲的權杖，你也不會與一個不值得你的丈夫結婚。我是土星的子孫，世界框架服從我的意志，我的力量延伸到無限的虛空。不要以為你已經失去了光明；其他明星是我的和其他課程；你將以更純潔的光芒面對與一個不配擁有你的丈夫的婚姻。我是土星的子孫，世界框架服從我的意志，我的力量延伸到無限的虛空。不要以為你已經失去了光明；其他明星是我的和其他課程；你將看到更純淨的光芒，並對極樂世界的太陽和受祝福的居民感到驚奇。有更富裕的時代，有黃金種族的家園，我們永遠擁有人類只贏過一次的東西。柔軟的蜂蜜酒不會讓你失望，永遠盛開的花朵，例如指甲花從未生產過的花朵，呼吸著溫和的和風。此外，在茂密的樹林中還有一棵珍貴的樹，它彎曲的樹枝閃爍著活潑的祈禱——一棵獻給你的樹。你將成為幸福秋天的女王，並永遠結滿金色的果實。不僅如此；無論清澈的空氣擁抱什麼，無論大地滋養什麼，無論鹽海橫掃，河流翻滾，還是沼澤地滋養，所有生物都將屈服於你的影響，所有，我說，居住在天體之下的生物月亮是行星中的第七個，在其飄逸的旅程中將凡人與不死的恆星分開。身穿紫衣的國王將來到你的腳下，褪去他們的浮華，與無錢的王座混在一起；因為死亡使所有人平等。你將賜下有罪者厄運，賜下有德者安息。在你的審判寶座前，惡人必須承認他們邪惡生活中的罪行。忘川之河將服從你，命運之神將成為你的女僕。
(Statius Thebaid)
碰巧的是，厄瑞博斯之王坐在他那悲惨王国堡垒的中央，要求他的臣民们为他们一生的所作所为负责，他对人类毫无怜悯，只对一切阴魂发怒。他周围站着复仇女神和各种死神，野蛮的复仇女神用叮当作响的锁链将她的卷发伸出；命运女神带来灵魂，一举将他们诅咒；工作变得太繁重了。米诺斯和他那可怕的兄弟在和蔼的心情下劝告他们要更温和的正义，并制止了嗜血的国王；科塞托斯和弗莱格同满脸泪水和火焰，协助审判，斯提克斯指责诸神作伪证。但当天上世界的框架松动，使他心中充满了不寻常的恐惧时，他被出现的星星吓得发抖，他被这欢快的光芒冒犯了，于是说道：“是什么样的上层世界毁灭了，把可憎的白昼之光投射到了阿弗纳斯？是谁打破了我们的黑暗，告诉沉默的人们生命的来临？这威胁从何而来？我的哪个兄弟向我开战？好吧，我要迎战他：混乱淹没了一切自然界限！谁会更高兴呢？第三次危险把我从浩瀚的天堂中击败，我守护着罪恶的世界；甚至那也不是我的，但是瞧！可怕的星星从头到尾搜寻着它，凝视着我。傲慢的奥林匹斯山的统治者是否在窥探我的力量？
 “去吧，提西福涅，为地狱之门复仇吧！如果你曾创造出凶猛而奇怪的怪物，创造出某种可怕的恐怖，巨大而罕见，天空从未见过，我可能会惊叹，你的姐妹们会嫉妒。是的，兄弟们——这是我仇恨的第一个迹象——让兄弟们冲上去，在欢快的战斗中互相残杀；让一个人以丑陋、野蛮的野蛮咬住敌人的头，让一个人把死者从葬礼之火中赶走，用赤裸的尸体污染空气；让凶猛的雷神饱览这一切！此外，为了避免他们的愤怒只伤害我的王国，寻找一个与众神作战的人，用冒烟的盾牌抵挡火焰和朱庇特自己的愤怒。我要让所有人害怕打扰黑色的地狱，就像害怕把佩利翁放在多叶的奥萨之上一样。”他的话音刚落，阴暗的宫殿便早已因他的话而颤抖起来，他的土地和从上方压迫它的一切都在摇晃，整个冥界也都摇晃起来，就像他的兄弟朱庇特只需点头就能撼动天庭的所有星星一样。
「如果神聖的陰影在這裡發聲是合法和正確的，哦，你對所有人來說都是偉大的終結者，但對我來說，曾經知道原因和開始的人，也是造物主！我請求您減輕您的威脅和您狂熱的心，也不要認為那些只是一個人並敬畏您的法律的人值得您的憤怒；我敢於進入忘川，並不是為了進行巨大的掠奪──這樣的戰爭不是為了我──也不是為了一個被禁止的新娘──相信這些象徵：不要讓塞伯魯斯逃進他的洞穴，也不要讓普羅瑟平娜在我的戰車上顫抖。我，曾經是阿波羅神殿中最受愛戴的占卜者，召喚虛無的混沌來見證──阿波羅在這裡有什麼權力接受宣誓？ ——因為我並沒有犯下這種不尋常的命運，我也不應該因此從仁慈的陽光下回來；迪克泰亞的甕。
 现在，在复仇女神（厄里倪厄斯）的激励下，他们冲向尘土飞扬的平原，每个人都受到同伴的激励和鼓舞。他们自己驾驭缰绳，安排好马具和闪亮的武器，将蛇缠绕在马鬃上。战场上上演着血亲之间的罪行，同一个子宫的可怕冲突，头盔下是兄弟之间的战斗。旗帜在颤抖，喇叭声沉寂，战号声沉寂；他们不耐烦的君主（哈迪斯 ）三次从阴暗的地方发出雷声，震动了大地深处，甚至连战争之神都逃走了；著名的美德女神不见了，贝罗娜熄灭了火把，战神马尔斯驾着受惊的战车远去，少女雅典娜带着她凶猛的蛇发女妖的头退缩了，斯泰吉亚姐妹代替了他们。可怜的平民站在高高的屋顶上，泪水浸湿了每一个地方，塔楼上只有哀叹的声音。这里，老人抱怨自己活得太久了，那里，母亲们袒露着胸膛，不让孩子们观看战斗。地狱之王亲自下令打开大门，让奥吉吉亚的鬼魂来观看他们同胞的可怕行为。他们坐在家乡的山丘上，用可怕的乐队污染了白天，并庆幸自己的罪行被超越了。 

## 蘇格拉底談論哈迪斯神
至於冥王星，他被稱為財富的給予者（πλοῦτος），因為財富是從地下從地球產生的。還有哈迪斯——我想大多數人都認為這是隱形者（ἀειδής）的名字，所以他們害怕並稱他為冥王星。 [403b]
赫莫吉尼
蘇格拉底，你自己怎麼想？
蘇格拉底
我認為人們對這位神的力量有很多錯誤的觀念，並且過度地害怕他。他們之所以害怕，是因為當我們死後，我們就永遠留在祂的國度裡；他們也是欺騙性的，因為靈魂沒有身體的遮蓋就到了祂那裡。但我認為所有這些事實，以及神的辦公室和名字，都指向同一個方向。
赫莫吉尼
為何如此？ [403c]
蘇格拉底
我來告訴你我自己的看法。請回答這個問題：對於任何生物體來說，將他限制在某個地方的最強烈的束縛是慾望還是強迫？
赫莫吉尼
蘇格拉底，慾望強烈得多。
蘇格拉底
那麼，如果他不以最牢固的紐帶束縛那些到他那裡去的人，你不相信會有很多逃亡者逃離地獄嗎？
赫莫吉尼
當然會有。
蘇格拉底
顯然，如果他用最牢固的紐帶束縛他們，他是透過某種慾望而不是強迫來束縛他們的。
赫莫吉尼
是的，這很簡單。
蘇格拉底
人的願望很多，不是嗎？
赫莫吉尼
是的[403d]
蘇格拉底
然後，如果他要用最強烈的束縛來約束它們，那麼他就會與所有慾望中最強烈的慾望結合。
赫莫吉尼
是的。
蘇格拉底
還有比透過與某人交往而成為更好的人的想法更強烈的願望嗎？
赫莫吉尼
不，宙斯，蘇格拉底，肯定不存在。
蘇格拉底
那麼，赫莫根尼，我們必須相信，這就是為什麼沒有人願意離開另一個世界的原因，甚至塞壬也不願意，但他們和所有其他人都被他的魅力所征服，[403e]如此美麗，就像看來，這都是哈迪斯有能力說出的話；從這個角度來看，這位神是一位完美的詭辯家，也是他王國中人們的偉大恩人，他也為地球上的我們帶來瞭如此巨大的祝福。下面有如此豐富的東西圍繞著他，因此他被稱為冥王星。然後，當人們擁有身體時，他也拒絕與他們交往，而只有當靈魂純潔於身體的所有邪惡和慾望時，他才接受他們的社會[404a]。難道你不認為這表明他是一個哲學家，並且完全理解在這種情況下他可以通過用美德的慾望約束他們來約束他們，但只要他們感染了身體的不安和瘋狂，就不能甚至他的父親克洛諾斯也能將他們束縛在自己身邊，儘管他用他著名的鎖鏈將他們束縛起來？
赫莫吉尼
蘇格拉底，這似乎有點道理。 [404b]
蘇格拉底
而「哈迪斯」這個名字絕不是源自於無形（ἀειδές），而更可能源自於所有崇高事物的知曉（εἰδέναι），因此立法者稱他為哈迪斯。

## 情人
明塔 （Mintha）：明塔是哭河之神科库托斯（Cocytus）的女儿，明塔原是一位水泽仙女亦是冥神哈迪斯的女傭，起初她相信自己會成為哈迪斯的妻子，但是冥神哈迪斯在埃特那山（Aetna）「娶回」春天女神珀耳塞福涅为妻。明塔為此嫉妒便到处传扬说自己远比珀耳塞福涅卓很美又高贵，還想要逐出珀耳塞福涅贏回哈迪斯的心，促使珀耳塞福涅的母親狄蜜特一怒之際將明塔变成薄荷草作為懲處（另一種說法是珀耳塞福涅發現明塔和冥神哈迪斯偷情便將她變成薄荷草還疯狂地踩成尘土，哈迪斯同情明塔將她的骨灰中长出薄荷草）。
琉刻 （Leuce）：琉刻是河流與海洋之神俄刻阿诺斯（Oceanus）与沧海女神泰西丝（Tethys）的女儿，她是一位深受冥神哈迪斯所喜愛的海洋女神（海仙女）。冥神哈迪斯將她带往福岛（Elysium），然而琉刻是海洋的女神不適合待在冥界，她在沒有海洋的滋潤迅速衰弱離世，哈迪斯為了弔念琉刻將她变成白杨树並使其成为自己的圣树。

## 赞美诗和书籍
- https://www.theoi.com/Khthonios/HaidesGod.html#Underworld ( 各种来源的引用和出现 )
- https://www.theoi.com/Text/LucianDialoguesDead1.html
- https://www.theoi.com/Text/LucianDialoguesDead2.html

诗人卢西安的《与死者对话》和克劳狄斯、斯塔提乌斯的史诗是哈迪斯（冥王）出现频率最高的来源！但在《与死者对话》中，哈迪斯却出奇的温柔！他关心王国人民的幸福，关心人们如何对待老人，甚至关心因死亡而分离的恋人！这一点在他与英雄普罗忒西拉俄斯的对话中表现得非常明显。

## 死者王國
- https://www.theoi.com/Kosmos/Haides.html
- https://www.theoi.com/Kosmos/Haides2.html

## 大眾文化
- 日本動漫《聖鬥士星矢》中掌管冥界和率領冥王軍的冥界之主冥王 黑帝斯和每個歷代雅典娜展開聖戰的神，亦是天帝之神 宙斯的兄弟。
- 日本動漫《戰鬥陀螺 鋼鐵奇兵》中美國虛構最大研究的戰鬥陀螺的研究院兼公司HD學院組織的名字（以哈迪斯的名字所簡化）。
- 日本動漫《遊戲王—怪獸之決鬥》中主角之一的貘良了手中的卡牌冥界的魔王 哈迪斯。
- 日本動漫《妖精的尾巴》：哈迪斯（惡魔心臟）、冥王（冥府之門）。
- 美國小說《波西傑克森》的奧林帕斯天神：黑帝斯。
- 翻拍同名小說的電影《波西傑克森：神火之賊》: 黑帝斯(史帝夫·庫根飾)。
- 南韓製播的電視動畫《天神向前衝》中的冥王，眾神之王宙斯的長兄，為奧林匹斯十二主神之一。
- 日本漫畫家冬木琉璃香的經典代表作《星座宫神话》: 冥王 黑帝斯。
- 日本動漫《數碼暴龍宇宙-應用怪獸》：第49集其中一隻數碼暴龍獸用哈迪斯（ハデスモン）命名。
- 日本動漫《爆旋陀螺Burst》：赫斯使用的陀螺「B125 死亡冥帝.11T.Z'」就是以冥王哈迪斯來命名。
- 日本動漫《Fate/kaleid liner 魔法少女☆伊莉雅」：他的隱身頭盔是吉爾伽美什的寶具「王之財寶」的收藏品之一。
- 日本遊戲《無雙大蛇系列》：3 ultimate開始（光榮公司開發，關智一配音）。
- 日本遊戲《諸神的惡作劇》：黑帝斯・艾多紐斯（Broccoli發售，小野大輔配音）。
- 日本漫畫《選擇死亡的柯萊特》：冥王哈迪斯。
- 美國動畫《Blood of Zeus（英语：Blood of Zeus）》(中文名:《宙斯之血》)：冥王黑帝斯(配音:弗雷德·塔特西奥 Fred Tatasciore)。
- 美國遊戲《黑帝斯》：冥王黑帝斯(遊戲是由Supergiant Games開發)。
- 迪士尼經典動畫長片《大力士》中的反派角色。
- 漫画《終末的女武神》中為神對人的最終對決的第七回合當中眾神方的鬥士。
- 美國連鎖快餐集團哈迪斯。
- 动漫《国王排名》中冥府之王德斯哈。[19]
- 由路易斯·賴托瑞（英文:Louis Leterrier）執導的奇幻冒險電影《超世紀封神榜》(英文名:《Clash of the Titans》)：黑帝斯(雷夫·范恩斯飾)。
- 電影《超世紀封神榜》(英文名:《Clash of the Titans》)的續作《怒戰天神》(英文名:《Wrath of the Titans》)：黑帝斯(雷夫·范恩斯飾)。
- 遊戲 《神魔之塔》7-8星「地獄魔王」系列卡片「驅靈冥神黑帝斯」、「冥界皇者．黑帝斯」

## 参看
- 希腊诸神谱系